# Theotinus
Theotinus là một chi bướm đêm thuộc họ Erebidae.